# آچالا ساچدف
آچالا ساچدف (انگلیسی: Achala Sachdev؛ ۳ مهٔ ۱۹۲۰ – ۳۰ آوریل ۲۰۱۲) یک هنرپیشه اهل هند بود. وی بین سال‌های ۱۹۳۸ تا ۲۰۱۲ میلادی فعالیت می‌کرد.

## فیلم‌شناسی
- وقت
- مهتاب
- آنهونی
- شاید فردایی نباشد
- گاهی خوشی گاهی غم
- داماد عاشق عروس را می‌برد
- محرم راز
- سنگام
- قلب یک معبد است
- چهار قلب، چهار راه
- به دل بگو چه کار کنه
- خانه‌دار
- لکه
- دیروز، امروز و فردا
- نگاه
- عاشق
- تاجر رویا
- آکاشدیپ
- همدم من دوست من
- آدم و انسان
- کاخ رویاها
- پول دزدی
- جنتلمنی از بمبئی
- به پدر شوهر گوش کن
- یک شب بارانی
- تصویر نگار
- جهان آرا
- جانور
- کاغذ سفید
- عشق من
- شاگرد
- آنامیکا
- اولاد
- پیوند
- خال هندو
- میل
- بابو حیله‌گر
- سایه